# Hygroamblystegium fuegianum
Hygroamblystegium fuegianum là một loài Rêu trong họ Amblystegiaceae. Loài này được (Besch.) Reimers mô tả khoa học đầu tiên năm 1926.